# دبلیودبلیوئی تی‌ال‌سی: میزها، نردبان‌ها و صندلی‌ها
دبلیودبلیوئی تی ال سی : میزها، نردبان‌ها و صندلی‌ها (به انگلیسی: WWE TLC: Tables, Ladders & Chairs) یک رویداد غیر رایگان (Pay-Per-View) در کشتی حرفه ای و شبکه دبلیودبلیوئی بود که توسط کمپانی دبلیودبلیوئی، یک کمپانی کشتی حرفه‌ای مستقر در کانتیکت، تولید می شد. این رویداد در سال ۲۰۰۹ تأسیس شد و جایگزین پی پر ویوی آرماگدون شد. آخرین دوره از تی ال سی در سال ۲۰۲۰ برگزار شد تا این که در سال ۲۰۲۱ برگزاری این رویداد کنسل شد و پی پر ویوی روز ۱ یا دی وان جایگزین آن شد. تم و مسابقه اصلی این رویداد مسابقه ای با همین نام با نام مسابقه میز ها، نردبان ها و صندلی‌ها (تی‌ال‌سی) بود که در آن استفاده از ۳ وسیله میز و نردبان و صندلی مجاز است و با مسابقه رد صلاحیت (DQ) به پایان نمی‌رسد.

## توضیحات مسابقه تی ال سی

### قوانین مسابقه
راه‌های پیروزی در این مسابقه پین کردن و تسلیم کردن حریف (در صورتی که سر کمربند نباشد) یا از نردبان بالا رفتن و برداشتن کمربند می‌باشند. در این مسابقه قانون رد صلاحیت (DQ) در این مسابقه وجود ندارد.

### توضیحات اضافه
اولین مسابقه تی‌ال‌سی در سامر اسلم سال ۲۰۰۰ بین ۳ تیم (ادج و کریشن) (قهرمانان تگ تیم در آن زمان)، (جف هاردی و مت هاردی) و (دادلی بویز) برگزار شده و که به نفع تیم ادج و کریشن به پایان رسیده‌است. این مسابقه سر کمربندهای تگ تیم بوده و حدود ۱۵ دقیقه طول کشیده‌است.
ادج با ۶ بار حضور در این مسابقه رکورد بیش‌ترین حضور در این مسابقه را دارد.
از سال ۲۰۰۹ به بعد که پی پر ویو تی ال سی ایجاد شداین مسابقه، مسابقه اصلی آن است.

## لیست رویداد های برگزار شده با این نام
|  | رویداد مخصوص برند راو |  | رویداد مخصوص برند اسمکدان |

| ۱                                                     | تی‌ال‌سی: میزها، نردبان‌ها و صندلی‌ها (۲۰۰۹) | ۱۳ دسامبر ۲۰۰۹ | سن آنتونیو، تگزاس     | ای تی اند تی سنتر     | تیم دی جنریشن ایکس (تریپل اچ و شان مایکلز) پیروز در مقابل تیم بیگ شو و کریس جریکو (c) در یک مسابقه تی ال سی تگ تیم سر کمربندهای تگ تیم         | [ ۱ ]                       |  |
| ۲                                                     | تی‌ال‌سی: میزها، نردبان‌ها و صندلی‌ها (۲۰۱۰) | ۱۹ دسامبر ۲۰۱۰ | هیوستون، تگزاس        | تویوتا سنتر           | جان سینا پیروز در مقابل وید برت در یک مسابقه صندلی ها                                                                                          | [ ۲ ]                       |  |
| ۳                                                     | تی‌ال‌سی: میزها، نردبان‌ها و صندلی‌ها (۲۰۱۱) | ۱۸ دسامبر ۲۰۱۱ | بالتیمور، مریلند      | مارینر آرنا           | سی ام پانک (c) پیروز در مقابل آلبرتو دل ریو و د میز در یک مسابقه تی ال سی برای قهرمانی کمربند دبلیودبلیوئی                                     | [ ۳ ]                       |  |
| ۴                                                     | تی‌ال‌سی: میزها، نردبان‌ها و صندلی‌ها (۲۰۱۲) | ۱۶ دسامبر ۲۰۱۲ | بروکلین، نیویورک      | بارکلایز سنتر         | دولف زیگلر (همراه با قرارداد مانی این د بنک) پیروز در مقابل جان سینا برای به دست آوردن قرارداد مانی این د بنک                                  | [ ۴ ]                       |  |
| ۵                                                     | تی‌ال‌سی: میزها، نردبان‌ها و صندلی‌ها (۲۰۱۳) | ۱۵ دسامبر ۲۰۱۳ | هیوستون، تگزاس        | تویوتا سنتر           | رندی اورتون (قهرمان کمربند WWE) پیروز در مقابل جان سینا (قهرمان کمربند سنگین‌وزن) در یک مسابقه تی ال سی سر هر دو کمربند دبلیودبلیوئی و سنگین‌وزن | [ ۵ ]                       |  |
| ۶                                                     | تی‌ال‌سی: میزها، نردبان‌ها و صندلی‌ها (۲۰۱۴) | ۱۴ دسامبر ۲۰۱۴ | کلیولند، اوهایو       | کوییکن لوآنز آرنا     | بری وایت پیروز در مقابل دین امبروز در یک مسابقه تی ال سی                                                                                       | [ ۶ ] [ ۷ ]                 |  |
| ۷                                                     | تی‌ال‌سی: میزها، نردبان‌ها و صندلی‌ها (۲۰۱۵) | ۱۳ دسامبر ۲۰۱۵ | بوستون، ماساچوست      | تی دی گاردن           | شیمس (c) پیروز در مقابل رومن رینز در یک مسابقه تی ال سی برای قهرمانی کمربند سنگین وزن دبلیودبلیوئی                                             | [ ۸ ]                       |  |
| ۸                                                     | تی‌ال‌سی: میزها، نردبان‌ها و صندلی‌ها (۲۰۱۶) | ۴ دسامبر ۲۰۱۶  | دالاس، تگزاس          | آمریکن ایرلاینز سنتر  | ای جی استایلز (c) پیروز در مقابل دین امبروز در یک مسابقه تی ال سی برای قهرمانی کمربند دبلیودبلیوئی                                             | [ ۹ ]                       |  |
| ۹                                                     | تی‌ال‌سی: میزها، نردبان‌ها و صندلی‌ها (۲۰۱۷) | ۲۲ اکتبر ۲۰۱۷  | مینیاپولیس، مینه سوتا | تارگت سنتر            | دین امبروز و ست رولینز و کرت انگل پیروز در مقابل براون استرومن و سزاروو کین و شیمس و د میز در یک مسابقه تی ال سی هندیکپ ۳ به ۵                 | [ ۱۰ ] [ ۱۱ ] [ ۱۲ ]        |  |
| ۱۰                                                    | تی‌ال‌سی: میزها، نردبان‌ها و صندلی‌ها (۲۰۱۸) | ۱۶ دسامبر ۲۰۱۸ | سن خوزه، کالیفرنیا    | سپ سنتر               | آسکا پیروز در مقابل بکی لینچ (c) و شارلوت فلر در یک مسابقه تی ال سی سه نفره برای قهرمانی کمربند زنان اسمکدان                                   | [ ۱۳ ] [ ۱۴ ] [ ۱۵ ] [ ۱۶ ] |  |
| ۱۱                                                    | تی‌ال‌سی: میزها، نردبان‌ها و صندلی‌ها (۲۰۱۹) | ۱۵ دسامبر ۲۰۱۹ | مینیاپولیس، مینه سوتا | تارگت سنتر            | کابوکی واریرز ( آسکا و کایری سین) پیروز در مقابل بکی لینچ و شارلوت فلر در یک مسابقه تی ال سی برای قهرمانی کمربند تگ تیم زنان دبلیودبلیوئی      | [ ۱۷ ] [ ۱۸ ]               |  |
| ۱۲                                                    | تی‌ال‌سی: میزها، نردبان‌ها و صندلی‌ها (۲۰۲۰) | ۲۰ دسامبر ۲۰۲۰ | سن پترزبورگ، فلوریدا  | دبلیودبلیوئی فاندردوم | د فیند بری وایت پیروز در مقابل رندی اورتون در یک مسابقه فایرفلای اینفرنو                                                                       | [ ۱۹ ]                      |  |
| (c) نشان دهنده قهرمان(هایی) است که به میدان رفته اند. |                                          |                |                       |                       | |                             |  |